# Martín Ojeda (labdarúgó, 1998)
Martín Ojeda (Gualeguaychú, 1998. november 27. –) argentin labdarúgó, az amerikai Orlando City csatára.

## Pályafutása
Ojeda az argentínai Gualeguaychú városában született. Az ifjúsági pályafutását a Ferro Carril Oeste akadémiájánál kezdte.
2016-ban mutatkozott be a Ferro Carril Oeste felnőtt keretében. 2017-ben az első osztályban szereplő Racing Club szerződtette. 2019 és 2021 között a Huracán és a Godoy Cruz csapatát erősítette kölcsönben. A lehetőséggel élve, 2022-ben a Godoy Cruzhoz igazolt. 2023. január 31-én hároméves szerződést kötött az észak-amerikai első osztályban érdekelt Orlando City együttesével. Először a 2023. február 26-ai, New York Red Bulls ellen 1–0-ra megnyert mérkőzésen lépett pályára. Első gólját 2023. március 19-én, a Charlotte ellen hazai pályán 2–1-es vereséggel zárult találkozón szerezte meg.

## Statisztikák
2023. április 2. szerint
| Klub         | Szezon   | Osztály          | Bajnokság | Bajnokság | Kupa  | Kupa | Nemzetközi | Nemzetközi | Összesen | Összesen |
| Klub         | Szezon   | Osztály          | Meccs     | Gól       | Meccs | Gól  | Meccs      | Gól        | Meccs    | Gól      |
| ------------ | -------- | ---------------- | --------- | --------- | ----- | ---- | ---------- | ---------- | -------- | -------- |
| Godoy Cruz   | 2021     | Liga Profesional | 23        | 12        | 28    | 7    | —          | —          | 51       | 19       |
| Godoy Cruz   | 2022     | Liga Profesional | 27        | 6         | 17    | 7    | —          | —          | 44       | 13       |
| Godoy Cruz   | Összesen | Összesen         | 50        | 18        | 45    | 14   | 0          | 0          | 95       | 32       |
| Orlando City | 2023     | MLS              | 6         | 2         | 0     | 0    | 2          | 0          | 8        | 2        |
| Összesen     | Összesen | Összesen         | 56        | 20        | 45    | 14   | 2          | 0          | 103      | 34       |